# Inga microcalyx
Inga microcalyx é uma espécie vegetal da família Fabaceae.
Apenas pode ser encontrada no Brasil.